# بطولة كرة القدم الألمانية 1903
بطولة كرة القدم الألمانية 1903 هو الموسم 1 من بطولة كرة القدم الألمانية ‏. أقيم خلال الفترة 3 مايو 1903 وحتى 31 مايو 1903، وأشرف على تنظيمه اتحاد ألمانيا لكرة القدم، وكان عدد الأندية المشاركة فيه 6، وفاز فيه لوكوموتيف لايبزيغ.